# Mycobacterium
Micobacteriile (Mycobacterium) sunt bacterii în formă de bastonașe, uneori ramificate, sau de cocobacili. Sunt imobile, nu formează spori adevărați, unele specii sunt acidorezistente; unele micobacterii sunt saprofite, foarte răspândite în natură (în sol, în resturi vegetale etc.) iar altele sunt parazite, provocând boli la om, la animale sau la plante.
Printre cele mai cunoscute micobacterii se află: Mycobacterium tuberculosis (bacilul Koch), Mycobacterium leprae (agentul patogen al leprei).
Speciile se cultivă în general pe mediul Löwenstein-Jensen.

## Specii
- M. abscessus
- M. africanum
- M. agri
- M. aichiense
- M. alvei
- M. aquaticum
- M. arabiense
- M. aromaticivorans
- M. arosiense
- M. arupense
- M. asiaticum
- M. aubagnense
- Mycobacterium aubagnese
- M. aurum
- M. austroafricanum
- M. avium
- M. avium "hominissuis"
- M. avium paratuberculosis
- M. avium silvaticum
- M. bacteremicum
- M. barrassiae
- M. boenickei
- M. bohemicum
- M. bolletii
- M. botniense
- M. bovis
- M. bovis BCG
- M. branderi
- M. brisbanense
- M. brumae
- M. canariasense
- M. canetti
- M. caprae
- M. celatum
- M. chelonae
- M. chimaera
- M. chitae
- M. chlorophenolicum
- M. chubuense
- M. colombiense
- M. conceptionense
- M. confluentis
- M. conspicuum
- M. cookii
- M. cosmeticum
- M. diernhoferi
- M. doricum
- M. duvalii
- M. elephantis
- M. fallax
- M. farcinogenes
- M. flavescens
- M. florentinum
- M. fluoroanthenivorans
- M. fortuitum subsp. acetamidolyticum
- M. fortuitum
- M. frederiksbergense
- M. gadium
- M. gastri
- M. genavense
- M. gilvum
- M. goodii
- M. gordonae
- M. haemophilum
- M. hassiacum
- M. heckeshornense
- M. heidelbergense
- M. hiberniae
- M. hodleri
- M. holsaticum
- M. houstonense
- M. icosiumassiliensis
- M. immunogenum
- M. indicus pranii
- M. interjectum
- M. intermedium
- M. intracellulare
- M. iranicum
- M. kansasii
- M. komossense
- M. kubicae
- M. kumamotonense
- M. lacus
- M. lentiflavum
- M. lepraemurium
- M. leprae
- M. lepromatosis
- M. liflandii
- M. llatzerense
- M. madagascariense
- M. mageritense
- M. malmoense
- M. marinum
- M. massiliense
- M. massilipolynesiensis
- M. microti
- M. monacense
- M. montefiorense
- M. moriokaense
- M. mucogenicum
- M. mungi
- M. murale
- M. nebraskense
- M. neoaurum
- M. neworleansense
- M. nonchromogenicum
- M. novocastrense
- M. obuense
- M. orygis
- M. palustre
- M. parafortuitum
- M. parascrofulaceum
- M. parmense
- M. peregrinum
- M. phlei
- Mycobacterium phocaicum
- M. pinnipedii
- M. porcinum
- M. poriferae
- M. pseudoshottsii
- M. psychrotolerans
- M. pulveris
- M. pyrenivorans
- M. rhodesiae
- M. saskatchewanense
- M. scrofulaceum
- M. sediminis
- M. senegalense
- M. seoulense
- M. septicum
- M. shimoidei
- M. shottsii
- M. simiae
- M. smegmatis
- M. sphagni
- M. stephanolepidis
- M. suricattae
- M. szulgai
- Mycobacterium talmoniae
- M. terrae
- M. thermoresistibile
- M. tokaiense
- M. triplex
- M. triviale
- M. tuberculosis
- M. tusciae
- M. ulcerans
- M. vaccae
- M. vanbaalenii
- M. wolinskyi
- M. xenopi
- M. yongonense